# Gevorg Kasparov
Gevorg Vladímirovich Kaspárov (en armenio: Գևորգ Կասպարով, en ruso: Геворг Владимирович Каспаров; Ereván, RSS de Armenia, 25 de julio de 1980) es un futbolista armenio que juega de guardameta en el Alashkert F. C. de la Liga Premier de Armenia.

## Selección nacional
Participó en 29 partidos internacionales desde su debut en la clasificación para la Copa Mundial de Fútbol de 2006 contra Andorra el 12 de octubre de 2005.